# Giancarlo De Leonardis
Giancarlo de Leonardis (Roma, 1939) è un parrucchiere italiano.

## Biografia
Si è formato a partire dalla fine degli anni cinquanta in saloni di bellezza di Roma tra via Veneto, piazza di Spagna e piazza Mignanelli. Nel 1960 ha aperto il proprio istituto di bellezza, sempre a Roma.
Nel 1961 iniziò a lavorare nel cinema sul set del film Pranzo di Pasqua (The Pigeon That Took Rome) con Charlton Heston ed Elsa Martinelli e partecipò come assistente a diversi film storici, alternando inizialmente il lavoro del cinema a quello nell'istituto di bellezza. Vendette infine il proprio istituto e si trasferì a Palermo per lavorare sul set del film Il Gattopardo di Luchino Visconti, uscito nel 1963. Tra Cinecittà e Cortina d'Ampezzo lavorò anche sul set del film La pantera rosa, con Claudia Cardinale, Peter Sellers e David Niven, uscito nello stesso anno.
Ha lavorato in seguito in circa 140 film di fama internazionale con registi di fama mondiale come: Pier Paolo Pasolini, Ridley Scott, Sergio Leone, Mario Monicelli, Lina Wertmuller, Paul Schrader, Francesco Rosi, Terence Young. Con attori famosi, fra i quali: Fred Astair, Anna Maganai, Audrey Hepburn, Alberto Sordi, Nino Manfredi, Tony Curtis, Julianne Moore, Anthony Hpkins.
Tra il 2004 e il 2006 ha insegnato presso il Centro sperimentale di cinematografia di Roma.
Nel 2004 ha pubblicato il libro Le mani nei capelli, sulla sua esperienza di parrucchiere nel cinema e come manuale di insegnamento per la realizzazione di acconciature per il cinema e d'epoca.
Nel 2008 ha creato un sito con le sue lezioni sul mestiere del parrucchiere nel cinema.

## Filmografia
- Il Gattopardo, regia di Luchino Visconti (1963)
- La pantera rosa (The Pink Panther), regia di Blake Edwards (1963)
- Gidget a Roma (Gidget Goes to Rome), regia di Paul Wendkos (1963)
- Matrimonio all'italiana, regia di Vittorio De Sica (1964)
- Deserto rosso, regia di Michelangelo Antonioni (1965)
- Made in Italy, regia di Nanni Loy (1965)
- L'arcidiavolo, regia di Ettore Scola (1966)
- Troppo per vivere... poco per morire, regia di Michele Lupo (1967)
- Comma 22 (Catch-22), regia di Mike Nichols (1970)
- Per grazia ricevuta, regia di Nino Manfredi (1971)
- Lo scopone scientifico, regia di Luigi Comencini (1972)
- I racconti di Canterbury, regia di Pier Paolo Pasolini (1972)
- Gli ultimi dieci giorni di Hitler, regia di Ennio De Concini (1973)
- Pane e cioccolata, regia di Franco Brusati (1974)
- Un taxi color malva (Un taxi mauve), regia di Yves Boisset (1977)
- Il prefetto di ferro, regia di Pasquale Squitieri (1977)
- Linea di sangue (Bloodline), regia di Terence Young (1979)
- Il marchese del Grillo, regia di Mario Monicelli (1981)
- Nudo di donna, regia di Nino Manfredi (1981)
- Inchon, regia di Terence Young (1981)
- C'era una volta in America, regia di Sergio Leone (1984)
- Non ci resta che piangere, regia di Roberto Benigni e Massimo Troisi (1984)
- Yado (Red Sonja), regia di Richard Fleischer (1985)
- L'ultimo imperatore (The Last Emperor), regia di Bernardo Bertolucci (1987)
- Acque di primavera (Torrents of Spring), regia di Jerzy Skolimowski (1989)
- Magnificat, regia di Pupi Avati (1993)
- Solomon & Sheba, regia di Robert M. Young - film TV (1995)
- L'uomo delle stelle, regia di Giuseppe Tornatore (1995)
- La tregua, regia di Francesco Rosi (1997)
- U-571, regia di Jonathan Mostow (2000)
- Hannibal, regia di Ridley Scott (2001)
- Black Hawk Down, regia di Ridley Scott (2001)
- Madre Teresa, regia di Fabrizio Costa (2001)
- Un'ottima annata - A Good Year (A Good Year), regia di Ridley Scott (2006)
- Decameron Pie (Virgin Territory), regia di David Leland (2006)
- Ti ho cercata in tutti i necrologi, regia di Giancarlo Giannini (2010)